# 末藤知文
末藤 知文（すえふじ ともふみ、1892年（明治25年）5月1日 - 1966年（昭和41年）9月25日）は、大日本帝国陸軍軍人。最終階級は陸軍中将。功四級

## 経歴
1892年（明治25年）に福岡県で生まれた。陸軍士官学校第25期、陸軍大学校第38期卒業。ソ連駐在を経て、1937年（昭和12年）8月2日に陸軍歩兵大佐に進級し、8月22日に上海派遣軍参謀兼特務部諜報班長に着任。1938年（昭和13年）3月に中部防衛参謀に転じ、1939年（昭和14年）3月9日に第6国境守備隊長に就任した。
同年8月1日に陸軍少将に進級し、1940年（昭和15年）2月10日に第38歩兵団長（南支那方面軍・第38師団）に着任し、広東に駐屯した。1941年（昭和16年）8月に中部軍参謀長に転じ、1942年（昭和17年）12月に陸軍中将進級と同時に陸軍歩兵学校長に就任した。1944年（昭和19年）7月8日には本土決戦用の第93師団長に親補された。1945年（昭和20年）3月1日に第23軍司令部附を経て、3月23日には支那派遣軍の中核師団である第104師団長に親補され、恵州で終戦を迎えた。
1948年（昭和23年）1月31日、公職追放仮指定を受けた。